# 다화이현
다화이현(베트남어: Huyện Đạ Huoai)은 베트남 중부 고원 지방 럼동성에 있는 현이다. 2018년 현재 다화이현
의 인구는 33,450명이다. 현의 면적은 494.4 km2이다. 현도는 다므리 시진에 있다.

## 행정 구역
다화이현은 총 9개의 행정구역으로 구성되어 있으며, 2개의 시진과 7개의 사가 있다.

### 시진
- 다므리 시진 (Thị trấn Đạ M'ri)
- 마다궈이 시진 (Thị trấn Ma Đa Guôi)

### 사
- 다플로아 사 (Xã Đạ Ploa)
- 다와이 사 (Xã Đạ Oai, 達威社)
- 다똔 사 (Xã Đạ Tồn, 達敦社)
- 할럼 사 (Xã Hà Lâm, 河林社)
- 마다궈이 사 (Xã Ma Đa Guôi)
- 프억록 사 (Xã Phước Lộc, 福綠社)